# OFFICE Kersten Geers David Van Severen
Kersten Geers en David Van Severen zijn Belgische architecten die het architectenbureau OFFICE Kersten Geers David Van Severen leiden.

## Geschiedenis
In 2002 richten architecten en studiegenoten Kersten Geers, die werkte bij Neutelings Riedijk Architecten, en David Van Severen, aan de slag bij Stéphane Beel en Xaveer de Geyter, het architectenbureau OFFICE Kersten Geers David Van Severen op. Een van hun eerste ontwerpen, OFFICE 2: Entrance was voor een notariaat in Antwerpen. In de beginperiode gaat het duo al een samenwerking met fotograaf Bas Princen aan om de visuele stijl van het bureau uit te zetten.
In het teken van de architectuurwedstrijd "Build the Border Wall" ontwerpt het bureau in 2005 OFFICE 15: Border Crossing (in samenwerking met Wonne Ickx). Als alternatief idee voor een grensovergang tussen de Verenigde Staten van Amerika en Mexico tekenen ze een tuin die ommuurd is met witte, negen meter hoge muren. Binnen de muren bevinden zich palmbomen die in een grid aangeplant zijn en paviljoenen voor paspoortcontrole en administratie. Het ontwerp wordt gelauwerd met de eerste prijs.
OFFICE Kersten Geers David Van Severen ontwierp in 2007 de Handelsbeurs-brug aan de Kouter in Gent. De brug loopt over de Ketelvaart en verbindt het terras van de Handelsbeurs met de Ketelvest. Voor dit ontwerp mocht het bureau in 2009 de Belgische Architectuurprijs in de categorie Publieke Ruimte in ontvangst nemen.
Voor de Architectuurbiënnale in Venetië in 2008 ontwierp OFFICE het Belgisch paviljoen. Met After the Party (1907-2007) bracht het bureau een ode aan het Belgisch paviljoen dat een jaar eerder 100 jaar was geworden, maar geen feestje had gekregen. Twee jaar later mocht OFFICE in Venetië de Zilveren Leeuw voor meest veelbelovende jonge architecten in ontvangst nemen.
In 2014 wordt het architectenbureau uitgeroepen als winnaar van een architectuurwedstrijd voor het nieuwe gebouw van de Zwitserse Franstalige omroep Radio Télévision Suisse. Het nieuwe omroepgebouw komt in de stad Lausanne op de campus van de Technische Universiteit en Université de Lausanne.
OFFICE prijkt in oktober 2014 op een shortlist van vijf teams voor het ontwerp van het nieuwe VRT-gebouw. In 2015 wordt een aflevering van de Canvas-reeks Reyers 2020 aan het bureau en hun ontwerp gewijd. Uiteindelijk wint het architectenbureau Robbrecht & Daem de wedstrijd.
In 2016 werd OFFICE aangeduid als curator van de Biennale Interieur in Kortrijk. Dat jaar loopt er van maart tot mei in het Brusselse museum BOZAR een tentoonstelling over het werk van OFFICE Kersten Geers David Van Severen. De overzichtstentoonstelling Everything Architecture toont maquettes en tekeningen samen met kunstwerken die verwant zijn aan de stijl en het idee van het bureau.
Van 2018 tot 2020 werd naar plannen van OFFICE Kersten Geers David Van Severen 'Tondo' gebouwd, een luchtbrug tussen verschillende kantoor- en vergadergebouwen onderdeel van het Paleis der Natie, de zetel van het Belgische federale parlement.  Tondo verbindt over de Leuvenseweg heen het Forum, een kantoorgebouw uit 2016 met onder meer de vergaderzalen van de parlementaire commissies met het Huis van de parlementsleden, een 19e-eeuws bouwwerk en voormalig ministerie ontworpen door de architect Henri Beyaert.